# Kanton Amiens-4
Der Kanton Amiens-4 ist seit 2015 ein französischer Wahlkreis für die Wahl des Départementrats im Département Somme in der Region Hauts-de-France. Er umfasst sieben Gemeinden im Arrondissement Amiens, sein Bureau centralisateur befindet sich in Amiens.

## Gemeinden
Der Kanton besteht aus sieben Gemeinden und Gemeindeteilen mit insgesamt 25.297 Einwohnern (Stand: 1. Januar 2022) auf einer Gesamtfläche von 50,80 km²:
| Gemeinde           | Einwohner 1. Januar 2022 | Fläche km² | Dichte Einw./km² | Code INSEE | Postleitzahl        |
| ------------------ | ------------------------ | ---------- | ---------------- | ---------- | ------------------- |
| Amiens             | 12.535                   | 3,20       | 3.917            | 80021      | 80000, 80080, 80090 |
| Blangy-Tronville   | 623                      | 12,44      | 50               | 80107      | 80440               |
| Cachy              | 285                      | 6,11       | 47               | 80159      | 80800               |
| Gentelles          | 633                      | 5,57       | 114              | 80376      | 80800               |
| Glisy              | 851                      | 5,55       | 153              | 80379      | 80440               |
| Longueau           | 5.726                    | 3,42       | 1.674            | 80489      | 80330               |
| Villers-Bretonneux | 4.644                    | 14,51      | 320              | 80799      | 80800               |
| Kanton Amiens-4    | 25.297                   | 50,80      | 498              | 8009       | –                   |

1. ↑   Nur der östliche Teil der Gemeinde, der Rest verteilt sich auf die Kantone Amiens-1, Amiens-2, Amiens-3, Amiens-5, Amiens-6 und Amiens-7.